# Running the Halls
Running the Halls foi uma sitcom da NBC, exibida em seu bloco de atrações originais voltadas para adolescentes, o TNBC. Criado por Steve Slavkin, o seriado mostrava a vida de jovens que estudavam em uma escola da costa leste dos Estados Unidos, longe de seus pais, de seus lares, e de todo o conforto que estes poderiam lhes oferecer.

## Elenco
- Richard Hayes como Andy McBain
- Lackey Bevis como Molloy Simpson
- Pamela Bowen como Diretora Karen Gilman
- Laurie Fortier como Holiday Friedman
- Craig Kirkwood como Miles Taylor
- Trevor Lissauer como David Reese
- Senta Moses como Nikki Watson
- Richard Speight, Jr. como Mark G. "The Shark" Stark

## Episódios
Durante sua curta trajetória, Running the Halls teve 13 episódios produzidos em apenas uma temporada, assim como a maioria das sitcoms adolescentes do TNBC, que também ganhavam 13 novos episódios a cada ano.
| #  | Título                 | Exibição Original    |
| -- | ---------------------- | -------------------- |
| 1  | The Arrival            | 1993, 11 de Setembro |
| 2  | The First Mixer        | 1993, 18 de Setembro |
| 3  | Dance Squad            | 1993, 25 de Setembro |
| 4  | The Rowing Competition | 1993, 2 de Outubro   |
| 5  | Taylor Grades McBain   | 1993, 9 de Outubro   |
| 6  | The Big Kiss           | 1993, 16 de Outubro  |
| 7  | The Term Paper         | 1993, 23 de Outubro  |
| 8  | Shark Moves In         | 1993, 30 de Outubro  |
| 9  | McBain Chokes          | 1993, 6 de Novembro  |
| 10 | The Conductor          | 1993, 13 de Novembro |
| 11 | The Watch              | 1993, 20 de Novembro |
| 12 | The Break Up           | 1993, 27 de Novembro |
| 13 | Rock Reunion           | 1993, 4 de Dezembro  |

## Prêmios
| Ano  | Premiação                  | Categoria                                                     | Indicado(s)                                       | Resultado |
| ---- | -------------------------- | ------------------------------------------------------------- | ------------------------------------------------- | --------- |
| 1994 | Casting Society of America | Melhor escalação de elenco para seriado diurno                | Meg Liberman, Marc Hirschfeld, Michael A. Katcher | Indicado  |
| 1994 | Young Artist Awards        | Melhor atriz jovem (recorrente ou regular) em uma série de TV | Lackey Bevis                                      | Indicado  |